# المحلة (مبين)

تعديل مصدري - تعديل

المحلة هي إحدى قرى عزلة بني عكاب بمديرية مبين التابعة لمحافظة حجة، بلغ تعداد سكانها 43 نسمة حسب تعداد اليمن لعام 2004.